# Zsoldos
A zsoldos az 1949. augusztus 12-én kötött Genfi Egyezmények kiegészítő jegyzőkönyvei alapján olyan fegyveres, aki pénzért, hivatásszerűen aktív fegyveres szolgálatot vállal, kifejezetten fegyveres összeütközés céljával, olyan közösség érdekében, amelyhez egyébként nincs köze és olyan pénzbeli juttatásért, amelynek összege meghaladja az ott szolgáló helyi katonák fizetségét. A hivatásos katonától a magasabb zsold és a morális elkötelezettség hiánya különbözteti meg. Általában jellemző rá a mobilitás és a professzionalizmusra való törekvés.

## Története

### Ókor
A modern definíciónak nem teljesen megfelelő zsoldosok az ókorban a 8. században jelentek meg a károk, majd rövidesen a görögök személyében. Elsősorban a javadalmazásukhoz gyakran hozzátartozó földjuttatás miatti kisebb mobilitás és nagyobb elkötelezettség miatt térnek el a modern definíciótól. A károk esetén két körülmény indította meg a zsoldossá válás folyamatát. Egyrészt átvették a görögöktől a nehézfegyverzetű hoplita felszerelést és harcmodort. A legrégebbi ismert hoplitafegyverzet i. e. 720 körül készült és Argoszban tárták fel. A másik ok a felemelkedő Lüd Birodalom volt Gügész idején, az i. e. 7. század elején, amelyik alávetette szomszéd népeket, így a károkat is, akik közül sokan a lüdöknél vállalt katonai szolgálattal próbálták emelni életszínvonalukat.
Hamarosan a görögök közül is csatlakoztak a zsoldos életmódhoz. Nagyobb számban Egyiptomban I. Pszammetik uralkodása alatt került sor kár és görög zsoldosok alkalmazására. Az első kontingenseket Pszammetik az asszíroktól kaphatta, majd Hérodotosz szerint Gügész is küldött neki belőlük, végül kialakult a kereskedelemmel kapcsolatban a zsoldosok toborzásának önálló hálózata. A hoplita zsoldosok jelentősen hozzájárultak a szaiszi dinasztia megerősödéséhez, mert testük sokkal nagyobb részben védett volt a páncél miatt, például az íjászok ellen, ugyanakkor a nekik problémát okozható lovasság ekkor még nem létezett Egyiptomban, a harci szekerek pedig eltűnőben voltak.

### Középkor

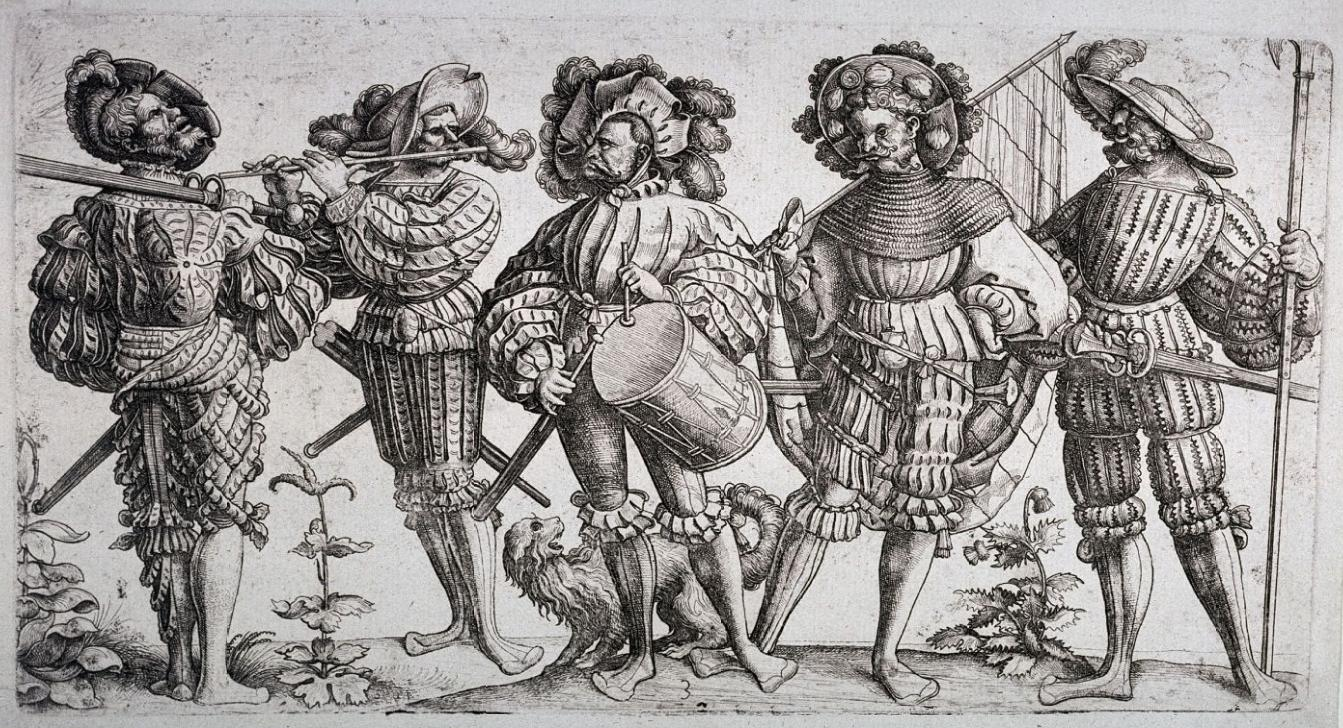
Az öt Landsknecht; Daniel Hopfer rézkarca, 1530 körül

A zsoldos katonákból álló hadsereg előnye – az alkalmilag összeverbuvált banderiális hadsereggel szemben –, hogy a hosszú ideig szolgálatot teljesítő harcosok magasabb képzettséggel rendelkeznek, hátránya a gyengébb erkölcsi érték. A 14–16. században a haladást képviselték, ilyen hadsereg volt I. Mátyás fekete serege is. A landsknechtek gyalogos német zsoldoskatonák voltak a 15. század végén, a 16. században.

### Újkor
A harmincéves háború után általánossá vált, de az általános hadkötelezettség bevezetése háttérbe szorította.